# Эллефельд
Эллефельд (нем. Ellefeld) — община в Германии, в земле Саксония. Подчиняется земельной дирекции Кемниц. Входит в состав района Фогтланд.  Население составляет 2836 человек (на 31 декабря 2010 года). Занимает площадь 4,55 км².